# قره‌تاش (شهر)
قره‌داش (به ترکی استانبولی: Karataş) شهری است در کشور ترکیه که در استان آدانا واقع شده‌است. جمعیت این شهر بر اساس سرشماری سال ۲۰۰۸ میلادی ۸٬۶۰۱ نفر و بر اساس برآوردهای سال ۲۰۰۹ میلادی ۸٬۸۴۴ نفر می‌باشد.